# Inka Pieh
Inka Pieh (* 18. November 1987 in St. Pölten) ist eine österreichische Hörfunk- und Fernsehjournalistin. Seit 1. Jänner 2021 ist sie ORF-Korrespondentin für die USA.

## Leben und Berufsweg
Inka Pieh wuchs in Niederösterreich auf. Ihre Mutter ist Slowakin, ihr Vater Pole. Mit 14 Jahren verbrachte sie ein Auslandssemester in Neuseeland und absolvierte nach der Matura monatelange Sprachaufenthalte in Spanien, den Niederlanden und Polen.
2008 absolvierte Inka Pieh die Lehrredaktion der ORF-Radio-Information. Erste journalistische Erfahrungen sammelte sie als Reporterin und Redakteurin für Ö3 und Radio Wien. 2011 wurde sie in das erste Curriculum der ORF-Akademie aufgenommen. Nach einer trimedialen Ausbildung in den Nachrichtenredaktionen des ORF wurde Pieh Redakteurin, Chefin vom Dienst und Nachrichtenmoderatorin bei Ö3, diese Tätigkeit übte sie bis Ende 2020 aus.
An der Universität Wien absolvierte sie die Studien Kultur- und Sozialanthropologie sowie Europäische Entwicklung neben ihrer Tätigkeit beim ORF.
Im Sommer 2020 wurde Inka Pieh zur Auslandskorrespondentin des ORF in den USA mit Standort in Washington bestellt. Sie trat ihre neue Funktion am 1. Jänner 2021 an.
Mit 1. Dezember 2023 wurde sie zur Stellvertreterin von Chefredakteur Sebastian Prokop im ORF-Newsroom in der Chefredaktion Newsteams bestellt, zuständig für Breaking News, die Onlineplattformen des ORF wie ORF.at, Kurzinfoformate, Datenjournalismus, Verifikation, User Generated Content und Social Media.